# Micropsectra lacteiclava
Micropsectra lacteiclava är en tvåvingeart som först beskrevs av Grimshaw 1901.  Micropsectra lacteiclava ingår i släktet Micropsectra och familjen fjädermyggor. Inga underarter finns listade i Catalogue of Life.